# Dictionnaire analogique
Der Dictionnaire analogique ist ein genuin französischer teil-alphabetischer Untertyp des Sachgruppenwörterbuchs, in dem die Sachgruppen (Begriffsgruppen) untereinander alphabetisch nach Leitbegriffen angeordnet sind. Die Verbindung von alphabetisch geordnetem Definitionswörterbuch mit dem analogischen Prinzip ergab in der französischen Wörterbuchgeschichte den Typ des Dictionnaire alphabétique et analogique.

## Geschichte
Angeregt durch den von Peter Mark Roget erstellten Thesaurus of English Words and Phrases von 1852 und den nach diesem Vorbild 1859 von Théodore Robertson gearbeiteten Dictionnaire idéologique erfand drei Jahre später Prudence Boissière den teil-alphabetischen Typ des Sachgruppenwörterbuchs und gab ihm den Titel Dictionnaire analogique (Untertitel: Répertoire complet des mots par les idées et des idées par les mots). Boissière ordnete seine 2000 Sach- und Begriffsgruppen (bei Robertson 1000) untereinander und in ihrem Innern alphabetisch (statt wie bei Roget und Robertson begrifflich) und ließ zur zusätzlichen Benutzerfreundlichkeit beide Alphabete (Sachgruppen und Index) auf derselben Seite (oben und unten) parallellaufen. Robertsons Fremdsprachenverlag Derache war dem schon gut eingeführten Wörterbuchverlag von Pierre Larousse (dessen Freund und Mitarbeiter Boissière war) unterlegen. So erreichte Boissières Dictionnaire analogique bis 1900 neun Auflagen und begründete eine spezifisch französische Tradition, die sich bis in die Gegenwart fortsetzt.
Da Sachgruppenwörterbücher wegen des technischen Fortschritts schnell veralten, gelang es 1898 dem Verlag Armand Colin, seinerseits ein analogisches Wörterbuch einzuführen, den Dictionnaire-manuel-illustré des idées suggérées par les mots von Paul Rouaix, der unter verschiedenen Titeln bis 1979 in 33 Auflagen erschien und als Livre de Poche (Titel: Trouver le mot juste. Dictionnaire des idées suggérées par les mots) immer noch auf dem Markt ist. Rouaix ordnete Sachgruppen und Index in ein einziges Alphabet und unterschied im Innern der Sachgruppen nach Wortarten.
1936 fand Larousse in Charles Maquet einen Bearbeiter des Boissière. Das Wörterbuch hieß Dictionnaire analogique. Répertoire moderne des mots par les idées, des idées par les mots, d’après les principes de P. Boissière, rédigé sur un plan nouveau und wurde erst 1980 ersetzt. Das bei Boissière im Innern der Sachgruppen alphabetisch geordnete Wortmaterial wurde von Maquet dreifach begrifflich hierarchisiert.
Als der Maquet veraltet war, lancierte der Verlag Hachette 1971 den Nouveau dictionnaire analogique von Daniel Delas und Danièle Delas-Demon, der später vom Verlag Le Robert übernommen wurde. In Kenntnis der lexikografischen Tradition sowie des Begriffssystems von Hallig und Wartburg von 1952/1963 entwickelten die beiden Delas ein eigenes Begriffssystem von rund 1000 Themen und gliederten die Begriffsartikel im Innern semantisch durch Fettdruck. So besteht der Artikel MANQUER aus den Unterartikeln Absence d’une chose nécessaire, Créer un manque, Compléter un manque und Manquement. Weitere Informationen befinden sich in den Artikeln DÉFAUT, DIMINUER, ENLEVER, FAUTE und MOURIR. Der Artikel AUTOMOBILE besteht aus den Unterartikeln Définition, Conduite, Accidents et entretien de l’automobile, Carrosserie, Châssis, Moteur und Accessoires. Weitere Informationen findet man in den Artikeln MOTEUR, ROUTE und VOITURE.
Als Reaktion ließ Larousse 1979 durch Georges Niobey ebenfalls einen Nouveau dictionnaire analogique erstellen, der in der Auflage von 2007 unter dem Titel Dictionnaire analogique weiterhin (2022) auf dem Markt ist. Niobey erhöhte die Artikelzahl auf 3000 und reduzierte den Index von 20 000 auf 15 000 Einträge. Im Unterschied zu Delas/Delas gibt er keine Rechtfertigung für die Auswahl der 3000 Artikel, da das dazugehörige Begriffssystem fehlt.
1991 bekam der Niobey im selben Verlag Larousse einen Konkurrenten im Thésaurus. Dictionnaire des analogies von Daniel Péchoin. Péchoin reduzierte die Zahl der Artikel wieder auf die von Roget und Delas/Delas gewählte Größenordnung von 1000 (genau: 873, die zusätzlich als Liste vorangestellt werden) und weitete dafür den Index auf 125 000 Einträge aus. Das dahinterstehende Begriffssystem erfährt der Benutzer von Péchoin ebenso wenig wie von Niobey.
Das Auffindeprinzip der analogischen Wörterbücher wurde von Paul Robert ab 1953 in seine allgemeinen einsprachigen Wörterbücher Le Grand Robert de la langue française und Le Petit Robert integriert, deren Titel ursprünglich Dictionnaire alphabétique et analogique de la langue française lautete.

## Leistung und Grenzen der analogischen Wörterbücher
Die analogischen Wörterbücher breiten reiches lexikalisches Material aus. So verweist Péchoins Artikel SOMMEIL (Schlaf) auf mehr als 200 Einheiten, die in 31 Kapitel verteilt sind. Da die Wahl der Leitwörter oft willkürlich ist, tragen Delas/Delas ihr Material unter DORMIR (schlafen) ein. Péchoin wählt als Leitbegriffe so seltene Wörter wie PAUCITÉ oder PULVÉRULENCE (statt PEU oder POUDRE bei Niobey). Bei starker Begrenzung der Leitbegriffe wie bei Delas/Delas und Péchoin ergeben sich Probleme für das Auffinden von Termini, deren Leitbegriff nicht zu den 1000 häufigsten Wörtern gehört. So fehlen in beiden Wörterbüchern die Leitbegriffe CAVERNE (Höhle) und/oder GROTTE. In solchen Fällen ergibt sich eine eindeutige Überlegenheit der alphabetischen und analogischen Wörterbücher von Robert, wo man von Caverne auf spéléologue/spéléologie (Höhlenforschung/Höhlenerkundung) und troglodyte (Höhlenbewohner) verwiesen wird. Schließlich stehen die analogischen Wörterbücher vor dem Problem der unbegrenzten Kategorisierungsmöglichkeiten. Für die sportliche oder wissenschaftliche Erforschung von Höhlen ließen sich leicht weitere Assoziationen finden, zum Beispiel Wissenschaft (science), Sport (sports), Untergrund (sous-sol), Erdloch (trou), Wohnung/Bewohner (habitation, habitat, habitant), Hinabsteigen (descendre) und ähnliches. De facto findet sich spéléologie bei Péchoin nur in den Artikeln SPORTS und DESCENTE. Angesichts solcher kaum vermeidbarer Zufälligkeiten versteht man die Zurückhaltung des Käuferpublikums gegenüber einem Wörterbuchtyp, bei dessen Benutzung die Erfolgsaussichten unsicher erscheinen.

## Bekannte Dictionnaires analogiques (chronologisch)
- Prudence Boissière: Dictionnaire analogique. Répertoire complet des mots par les idées et des idées par les mots. Larousse, Paris 1862.
- Paul Rouaix: Trouver le mot juste. Dictionnaire des idées suggérées par les mots. Le Livre de poche, Paris 2017. (zuerst 1898)
- Charles Maquet: Dictionnaire analogique. Répertoire moderne des mots par les idées, des idées par les mots, d’après les principes de P. Boissière. Larousse, Paris 1936.
- Daniel Delas und Danièle Delas-Demon: Nouveau dictionnaire analogique. Hachette/Tchou, Paris 1971, 609 Seiten (Les Usuels).
  - (anderer Titel) Dictionnaire des idées par les mots (analogique). Le Robert, Paris 1979, 1991 (Les Usuels du Robert). Klett, Stuttgart 1980.
- Georges Niobey (Hrsg.): Nouveau dictionnaire analogique. Larousse, Paris 1979, 855 Seiten.
  - (anderer Titel) Dictionnaire analogique. Larousse, Paris 1992, zuletzt 2007.
- Daniel Péchoin: Thésaurus Larousse. Des mots aux idées. Des idées aux mots. Larousse, Paris 1991.
  - (anderer Titel) Le dictionnaire des analogies. Larousse, Paris 2009.
  - (anderer Titel) Le thésaurus. Dictionnaire des analogies. Larousse, Paris 2014. (1229/1248 Seiten) ISBN 978-2-03-590388-4